# بوسه (استان آمور)
بوسه (به لاتین: Busse) یک منطقهٔ مسکونی در روسیه است که در استان آمور واقع شده‌است.